# Saczkowce
Saczkowce – wieś w Polsce położona w województwie podlaskim, w powiecie sokólskim, w gminie Kuźnica. Leży około 23 km na płn. wschód od Sokółki, ma zwartą zabudowę.
Dawna wieś chłopów królewskich w ekonomii grodzieńskiej w kluczu Dubnica (wcześniej kuźnickim). Początkami swymi może sięgać XV w. Pierwsza znana wzmianka pochodzi dopiero z 1650 r. W 1679 r. nazwana była Kuściny alias Saczki (Rkps Oss-5620 H s. 394 -6), bo powstała na części terenu zwanego Kuścin nad rzeczką Kustynką. Osiedlono w niej Rusinów i trochę Litwinów. Chłopi byli zobowiązani do stróży na zamku w Grodnie w czasie bytności króla. Po najeździe szwedzkim było 10 włók pustych, a wieś opustoszała. Z czasem zaludniona ponownie. W 1789 r. liczyła 25 domów (RkpB DA-4056 k. 80).
Wieś leży w dolinie polodowcowej. Zachowała się tu doskonale drewniana zabudowa. W 1941 roku hitlerowcy spalili całą wieś, a miejscowi Polacy zostali spacyfikowani.
W latach 1975–1998 miejscowość administracyjnie należała do województwa białostockiego.
Wierni kościoła rzymskokatolickiego należą do parafii Opatrzności Bożej w Kuźnicy Białostockiej.